# Jan Baptist De Weert
Jan-Baptist De Weert (Lier, 26 juli 1829 - aldaar, 6 november 1884) was een Belgische kunstenaar, portretschilder en van 1864 tot 1884 vijfde directeur van de tekenacademie te Lier.
Hij volgde in 1852 les bij Melchior Gommaar Tieleman, die hij later bij diens dood opvolgde als directeur van de Lierse academie voor Schone Kunsten. Hij studeerde samen met Eduard Wouters aan de Koninklijke Academie te Antwerpen (1859).
In 1884 werd met het oog op de Wereldtentoonstelling te Londen een keuze gemaakt om acht academies van België te laten deelnemen. Daarvoor heeft de academie van Lier 21 tekeningen opgestuurd. Ook van de bestuurder-leraar J.B. De Weert werd een schilderij gekozen met de bedoeling om tussen de werken van de leerlingen tentoongesteld te worden. Het werk droeg de titel 'Hertog Jan I, vermomd als monik, dringt tot in den kerker waar zijne zuster gevangen zit en zweert aldaar zich te wreken'